# Marcello Mandò
Marcello Mandò (Roma, 22 febbraio 1933 – Roma, 10 novembre 2002) è stato un attore e doppiatore italiano.

## Biografia
Nelle stagioni 1978-1979 e 1979-1980 ha interpretato Ragueneau nella commedia musicale Cyrano, scritto da Riccardo Pazzaglia e Domenico Modugno, per la regia di Daniele D'Anza.
È stato la voce italiana di Yoda in Star Wars: Episodio I - La minaccia fantasma e in Star Wars: Episodio II - L'attacco dei cloni.

### Vita privata
Era sposato in seconde nozze con l'attrice Marisa Belli.
Dal primo matrimonio ha avuto tre figli.

## Doppiaggio

### Cinema
- Frank Oz in Star Wars - Episodio I - La minaccia fantasma, Star Wars - Episodio II - L'attacco dei cloni
- Wayne Robson in Cube - Il cubo
- Peter Boyle in Kickboxer 2 - Vendetta per un angelo
- Richard Hamilton in Vietnam - Verità da dimenticare
- Tim Scott in Pomodori verdi fritti alla fermata del treno
- Marc Lawrence in Gli strilloni[3]
- Richard Griffiths in Momenti di gloria[4]
- Sydney Bromley in La storia infinita
- Noble Willingham  in Bagliori nel buio
- Bruce Glover in Un piccolo indiano[5]
- Nadim Sawalha in Mistery
- John Bottoms in I cavalieri dalle lunghe ombre[6]
- Ron Cobb in Conan il barbaro[7]
- Rance Howard in Psycho
- Alfredo Adami in Giggi il bullo, Pierino colpisce ancora

### Animazione
- Greg in Capitan Futuro
- Rihaku (7^voce) in Ken il guerriero (prima serie)
- Rihaku (1^voce), Borz (2^voce), Han (1^voce), Kaio (2^voce) in Ken il guerriero
- Jagger, Cuori in Ken il guerriero (1° doppiaggio)
- Ben Day in La famiglia Day
- Mothmeyer in Santo Bugito
- Dottore in La spada di luce
- Geri, il riparatore di giocattoli in Toy Story 2 - Woody e Buzz alla riscossa
- Toramasa e Arumaki in Ranma ½ (doppiaggio CRC)

### Serie televisive
- Philip Jackson in Poirot (st. 1)
- Wallace Shawn in Star Trek: Deep Space Nine (st. 1-3)[8]
- Hideki Takahashi in Momotaro, l'ultimo Samurai
- Roberto Lobo in Torre di Babele
- Gary Bullock in X-Files[9]
- Ron Sauvé in X-Files[9]
- Walter Marsh in X-Files[9]

## Filmografia

### Cinema

Marcello Mandò in Spogliamoci così senza pudor... (1976) di Sergio Martino

- I complessi, regia di Luigi Filippo D'Amico (1965)
- Mordi e fuggi, regia di Dino Risi (1973)
- Il gioco della verità, regia di Michele Massa (1974)
- Arrivano Joe e Margherito, regia di Giuseppe Colizzi (1974)
- Faccia di spia, regia di Giuseppe Ferrara (1975)
- Spogliamoci così senza pudor, regia di Sergio Martino (1976)
- L'avvertimento, regia di Damiano Damiani (1980)
- Fontamara, regia di Carlo Lizzani (1980)
- Il sole anche di notte, regia dei Fratelli Taviani (1990)

### Televisione
- Processo Karamazov, regia di Ottavio Spadaro – sceneggiato (1961)
- Nozze di sangue, regia di Vittorio Cottafavi – sceneggiato (1963)
- Lazarillo, regia di Andrea Camilleri – sceneggiato (1970)
- Qui squadra mobile – serie TV (1973-1976)
- ESP, regia di Daniele D'Anza – miniserie TV (1973)
- Malombra, regia di Raffaele Meloni – miniserie TV (1974)
- Marco Visconti, regia di Anton Giulio Majano – miniserie TV (1975)
- Gamma, regia di Salvatore Nocita – sceneggiato (1975)
- L'invitto, regia di Gian Pietro Calasso – film TV (1975)
- Gli strumenti del potere. 1925/1926 la dittatura fascista, regia di Marco Leto – film TV (1975)
- La contessa Lara, regia di Dante Guardamagna – miniserie TV (1975)
- Lo scandalo della Banca Romana, regia di Luigi Perelli – miniserie TV (1977)
- L'ultimo treno per Venezia, regia di Daniele D'Anza – sceneggiato (1977)
- Traffico d'armi nel golfo, regia di Leonardo Cortese – sceneggiato (1977)
- Castigo, regia di Anton Giulio Majano – sceneggiato (1977)
- Un amore di Dostoevskij, regia di Alessandro Cane – sceneggiato (1978)
- A torto e a ragione, regia di Edmo Fenoglio – sceneggiato (1978)
- Il signore di Ballantrae, regia di Anton Giulio Majano – sceneggiato (1979)
- Il filo e il labirinto, regia di Stefano Calanchi, Nanni Fabbri, Paolo Fondato, Biagio Proietti – sceneggiato (1979)
- In tre dentro in fondo al caffè, regia di Gianni Casalino – film TV (1979)
- Gioco di morte, regia di Enzo Tarquini – film TV (1980)
- Gelosia, regia di Leonardo Cortese – sceneggiato (1980)
- Quell'antico amore, regia di Anton Giulio Majano – sceneggiato (1981-1982)
- Delitto di stato, regia di Gianfranco De Bosio – miniserie TV (1982)
- Una tranquilla coppia di killer, regia di Gianfranco Albano – miniserie TV (1982)
- L'amante dell'Orsa Maggiore, regia di Anton Giulio Majano – miniserie TV (1983)
- Piccolo mondo moderno, regia di Daniele D'Anza – miniserie TV (1984)
- Sound, regia di Biagio Proietti – film TV (1988)
- ...Se non avessi l'amore, regia di Leandro Castellani – film TV (1991)
- Tre passi nel delitto, regia di Fabrizio Laurenti – film TV (1993)
- Don Fumino – serie TV, 1 episodio (1993)

## Teatro
- Cyrano, regia di Daniele D'Anza (1978-1979 e 1979-1980)

## Prosa e opere televisive Rai
- Un uomo in ogni stagione di Robert Bolt, regia di Giuseppe Di Martino, trasmessa il 16 luglio 1962.
- I discorsi di Lista contro Eratostene, regia di Renzo Giovampietro, trasmessa il 19 dicembre 1964.
- Ruy Blas di Victor Hugo, regia di Mario Ferrero, trasmessa il 26 dicembre 1968.
- Questa sera si recita a soggetto, regia di Paolo Giuranna, trasmessa il 29 dicembre 1968.
- Cocktail Party, regia di Mario Ferrero, trasmessa il 5 aprile 1969.
- Qui squadra mobile, regia di Anton Giulio Majano, trasmessa nel 1975.
- Il signore di Ballantrae, regia di Anton Giulio Majano, trasmessa nel 1979.
- Quell’antico amore di Giansiro Ferrata e Elio Vittorini, regia di Anton Giulio Majano – miniserie TV (1981-1982)